# Ševnica
Ševnica je naselje v občini Mirna.
Naselje leži med tremi okoliškimi vasmi: Škrjanče, Zagorica in Gorenja vas.  Od vasi, v smeri približno proti jugu, se širi položna vzpetina, ki se ji pravi »na klancih«. Polagoma pada na levo in desno, saj sama ni visoka.  Po vrhu pelje cesta na Brezovico. Na vsakem koncu vasi je studenec s pitno vodo. Prvi je Močilnik na severni  strani vasi pod Križišči, drugi je izvir je studenec pod »Tičarjevo« hišo zadnji pa v Devcih. Iz preteklih najdb predvsem poganskih žarnih grobov ter ostankov rimskih naselbin je moč sklepati, da je bil kraj že zelo zgodaj poseljen. V sklopu Franciscejskega kataster, ki  je vrsta davčnega popisa je kot katastrska občina zabeležena tudi Ševnica. Kasnejši reambulančni ali obnovljeni kataster je nastal leta 1869, urejen pa je podobno kot Franciscejski kataster, vendar je usklajen z novo zemljiško knjigo.

## Zgodovina vasi
O pestri zgodovini kraja govorijo predvsem najdbe (stari rimski novci, bakrene zapestnice, žarni grobovi, izklesane kamnite mize, glinaste svetilke, bronaste zapestnice, mitnica, itd.). V preteklosti so pri oranju pogosto  naleteli na kamnita zidovja, zaradi česar so se polja opustila ter zarasla s travinjem.

## Podružnična cerkev
Cerkev   posvečena Materi Božji  je preprosta majhna podeželska podružnica. Stoji na zahodni strani vasi in je bila zidana leta 1221, h kateri je bila leta 1839 prizidana še zakristija. Nekdaj je bila ob cerkvi še mežnarija, vendar je bila ob rekonstrukciji ceste podrta. Oltar je preprosto delo v tronu sedi, oblečen kip Matere Božje z detetom Jezusom v naročju. Oltar je že močno razpadal tako, da ga je dal znani ševniški gostilničar Jakob Vencinger, leta 1927 obnovit, kipe pa polhromirat. Slika Boga Očeta in sv.Duha v atiki oltarja je delo znanega slikarja Matevža Langusa. Okrog cerkve je nekdaj bilo pokopališče z obzidjem, ki pa razen slavoloka skozi katerega se vstopa, ni več ohranjen.
Zvonik cerkve je bil prvotno v klasičnem baročnem slogu, leta 1910 pa je bil prekrit ter je dobil obliko "korena". Ob tem dogodku je po zaslugi fotografa Jožefa Erjavca (1874-1936), nastal edinstven prikaz vasi. Prvotno so bili trije bronasti zvonovi vendar je največja vzela prva svetovna vojna. Oba sta bila nadomeščena z železnima tako, da je ohranjen le še najmanjši navček, ki pa je pravo umetniško delo. Cerkev je bila 17. oktobra 1944, ob topniškem napadu na vas, močno poškodovana, predvsem zvonik, ki je bil popravljen šele po vojni.

## Gasilsko društvo
Ker so bile nekdaj strehe krite s slamo, vas pa strnjene gručaste oblike je bila zmeraj prisotna nevarnost požara, ki bi se hitro širil. Zato je bilo že leta 1927 ustanovljeno gasilsko društvo, ki je  naslednje leto prevzelo prvo brizgalno. Leta 1982 je društvo ter vas dobila nov gasilski dom, v katerem so tudi prostori za družbene dejavnosti.

## Kmetijstvo
Prst je po večini  plitva peščena ilovica nekaj pa tudi rjave . Njive so deloma na terasah,  da se je teren vsaj malo izravnal. V preteklosti  so se v vasi  ukvarjali s poljedelstvom ter živinorejo (govedoreja in prašičereja), ki se je ohranilo do danes. Glavne kulturne rastline so: koruza, pšenica in ječmen.